# Longzhouacris hainanensis
Longzhouacris hainanensis är en insektsart som beskrevs av Zheng, Z. och Liang 1984. Longzhouacris hainanensis ingår i släktet Longzhouacris och familjen gräshoppor. Inga underarter finns listade i Catalogue of Life.